# Daniel Sondell
Karl Daniel Sondell, född 1 mars 1984 i Umeå, är en svensk före detta professionell ishockeyspelare (back). Han debuterade i Tre Kronor säsongen 2009-10 och har även spel i J18-VM och JVM på meritlistan.

## Klubbar
- IF Björklöven, Moderklubb-2000, 2003-2005
- Modo Hockey, 2000-2003, 2009-2010
- Skellefteå AIK, 2005-2007
- Rögle BK, 2007-2009, 2011-2013
- SaiPa, 2009-2011
- Örebro HK, 2013-2014
- EV Zug, 2014-2016
- HC Lugano, 2016-2017
- EC Red Bull Salzburg, 2017-2017
- Luleå HF, 2017-2022

## Meriter
- SM-silver 2022